# Bunuri mobile din domeniul documente clasate în patrimoniul cultural național al României aflate în județul Botoșani
Acestă listă conține bunurile mobile din domeniul documente clasate în Patrimoniul cultural național al României aflate la momentul clasării în județul Botoșani.

## Tezaur
| Foto | Informații generale                          | Detalii tehnice                                                                       | Descriere | Deținător                                                                   | Legături |
| ---- | -------------------------------------------- | ------------------------------------------------------------------------------------- | --- | --------------------------------------------------------------------------- | -------- |
|      | Scrisoare Autor: Maiorescu, Titu             | Datare: 25 ian. 1901 Dimensiuni: 17,7x11 cm; 1 F; R/V Material: hârtie                | Titu Maiorescu își dă acordul pentru reeditarea volumului de poezii al lui Mihai Eminescu și a unor opere proprii. Semnificativ este detaliul că Maiorescu renunță la onorariul cuvenit, pe care la precedentele editări ale volumului de poezii l-a acceptat (în calitate de îngrijitor de ediție) doar pentru a-l trimite poetului. | Memorialul Ipotești - Centrul Național de Studii „Mihai Eminescu”, Botoșani | Cimec    |
|      | Scrisoare Autor: Rădulescu-Motru, Constantin | Datare: 24.05.1895 Dimensiuni: 20,2x13 cm; 2 F; 1 R/V Material: hârtie                | În calitate de bibliotecar al Fundației Carol I, C-tin Rădulescu Motru îi confirmă lui Matei Eminescu, fratele poetului, acceptul instituției de a prelua donația cărților ce au aparținut lui Mihai Eminescu. Scrisoarea poartă antetul: Fundațiunea Universitară Carol I București. | Memorialul Ipotești - Centrul Național de Studii „Mihai Eminescu”, Botoșani | Cimec    |
|      | Scrisoare Autor: Micle, Veronica             | Datare: 20.03.1886 Dimensiuni: 17,5x11,2 cm; 1 F R/V Material: hârtie                 | Veronica Micle îi cere lui Titu Maiorescu să intervină pentru a obține fiicei sale Valeria, o audiență la Regina României, pentru un posibil sprijin în cariera ei artistică. Documentul are în partea superioară o ștampilă a Ministerului Artelor, iar în josul paginii mențiunea că aparține colecției George Franga. | Memorialul Ipotești - Centrul Național de Studii „Mihai Eminescu”, Botoșani | Cimec    |
|      | Scrisoare Autor: Slavici, Ioan               | Datare: Înc. sec. XX Dimensiuni: 14x11,2 cm; 1 F R/V Material: hârtie                 | Ioan Slavici răspunde întrebării adresate de Stefanelli referitoare la bacalaureatul lui Eminescu, mărturisind că nu are informații sigure, dar că obținerea diplomei de către poet ar trebui să fie anterioară venirii sale la Viena (1869). | Memorialul Ipotești - Centrul Național de Studii „Mihai Eminescu”, Botoșani | Cimec    |
|      | Scrisoare Autor: Eminescu, Mihai             | Datare: 12 aug. 1885 Dimensiuni: 18,7x13,2 cm; 2 F; R/V Material: hârtie              | Mihai Eminescu îi scrie prietenului său despre ameliorarea sănătății, grație tratamentului urmat la băile din Liman. Din scrisoare reiese și preocuparea lui Eminescu referitoare la banii necesari întoarcerii în țară. | Memorialul Ipotești - Centrul Național de Studii „Mihai Eminescu”, Botoșani | Cimec    |
|      | Manuscris Autor: Lovinescu, Eugen            | Datare: Sec. XX;1/2 Dimensiuni: 20,3x15,6 cm; 9 F; R Material: hârtie                 | Eseu critic, intitulat de autor „Caragiale”, în care accentul observațiilor critice e pus pe „Momente”. | Memorialul Ipotești - Centrul Național de Studii „Mihai Eminescu”, Botoșani | Cimec    |
|      | Document Autor: Ghica, Ion                   | Datare: Sec. XIX;1/2 Dimensiuni: 20,9x21,1 cm; 1 F; R/V Material: hârtie              | Fragmentul de discurs reflectă concepțiile pașoptiste ale lui Ion Ghica referitoare la răspândirea în mase a culturii. | Memorialul Ipotești - Centrul Național de Studii „Mihai Eminescu”, Botoșani | Cimec    |
|      | Manuscris Autor: Rebreanu, Liviu             | Datare: Sec. XX;1/2 Dimensiuni: 26x17,5 cm; 1 F; R Material: hârtie                   | Observații referitoare la diferitele grade de receptare a conferințelor publice. Conceptul e scris pe o foaie cu antetul Ministerului Muncii, Sănătății și Ocrotirii Sociale, Direcțiunea Educației Poporului. | Memorialul Ipotești - Centrul Național de Studii „Mihai Eminescu”, Botoșani | Cimec    |
|      | Manuscris Autor: Ștefanelli, T.V.            | Datare: Sf. sec. XIX - înc. sec. XX Dimensiuni: 9,3x21 cm; 1 F; R Material: hârtie    | Reflectă implicarea activă a lui Mihai Eminescu în organizarea și desfășurarea Serbării de la Putna, organizată de studenții români de la Viena cu prilejul a 400 de ani de la ctitorirea Mănăstirii Putna de către Ștefan cel Mare. | Memorialul Ipotești - Centrul Național de Studii „Mihai Eminescu”, Botoșani | Cimec    |
|      | Manuscris Autor: Eminescu, Mihai             | Datare: Sec. XIX;2/2 Dimensiuni: 10,4x17 cm; 1 F; R Material: hârtie                  | Aforism: „Cel mai mare bine pe care cei răi îl pot face e de a rămâne răi; numai persistența lor asigură victoria celor buni. Vai de veacul în care nici cei răi nu mai au caracter”. Un autor neidentificat a adăugat: „Eminescu, G.D., 1879”. | Memorialul Ipotești - Centrul Național de Studii „Mihai Eminescu”, Botoșani | Cimec    |
|      | Manuscris Autor: Densușianu, N.              | Datare: Sf. sec. XIX - 1/2 sec. XX Dimensiuni: 14,7x12,6 cm; 1 F; R Material: hârtie  | Conține informații succinte referitoare la anii în care Mihai Eminescu se afla în Transilvania, încercând să-și termine studiile gimnaziale de la Cernăuți, studii abandonate în 1866. | Memorialul Ipotești - Centrul Național de Studii „Mihai Eminescu”, Botoșani | Cimec    |
|      | Manuscris Autor: Negruzzi, Iacob             | Datare: Sf. sec. XIX - înc. sec. XX Dimensiuni: 22,2x14,3 cm; 1 F; R Material: hârtie | Sunt menționați Vasile Burlă (cu detalii succinte asupra asupra activității acestuia, accentul fiind pus pe studiile filologice scrise de Burlă și publicate în 1875), Cihac (cu detalii biografice și detalii despre opera fundamentală a acestuia, „Dicționarul daco-român”) și Mihai Eminescu (precizări asupra celor dintâi manuscrise cu poezii trimise de acesta spre publicare în „Convorbiri literare” în anii 1870-1871 și asupra aducerii ulterioare a poetului la Iași). Tot cu referire la Eminescu, Iacob Negruzzi menționează că „depune” epistole și poezii ale acestuia, rămase la el în manuscris. | Memorialul Ipotești - Centrul Național de Studii „Mihai Eminescu”, Botoșani | Cimec    |
|      | Document Autor: Spătaru, Gheorghe            | Datare: 1921 Dimensiuni: 7,9-10,7 cm Material: hârtie fotografică                     | Ipotești, 1921; Teii lui Eminescu - fotograf Gheorghe Spătaru | Memorialul Ipotești - Centrul Național de Studii „Mihai Eminescu”, Botoșani | Cimec    |
|      | Manuscris Autor: Eminescu, Mihai             | Datare: Sec. XIX;2/2 Dimensiuni: 10,5x11 cm; 1 F; R Material: hârtie                  | Aforism eminescian: „Adevărul aur? După aur aleargă toți, de adevăr fug toți”. | Memorialul Ipotești - Centrul Național de Studii „Mihai Eminescu”, Botoșani | Cimec    |
|      | Proces verbal Autor: Xenopol, A.D.           | Dimensiuni: 25x35 cm; 164 F; 57 scrise Material: hârtie                               | „Prescriptele verbale” conțin, în transcrierea lui A.D. Xenopol, procese-verbale a 49 din ședințele ținute de Societatea Junimea - Iași în perioada 1865-1873. Preocupați de problemele de literatură, limbă și cultură, membrii Societății Junimea (dintre care amintim pe Titu Maiorescu, Iacob Negruzzi, Vasile Pogor, P.P. Carp, T. Vârgolici, A.D. Xenopol, Mihai Eminescu, Ioan Slavici) au avut un constant program de încurajare atât a creațiilor originale, cât și a traducerilor din literaturile străine. Ulterior citirii lucrărilor în ședințele săptămânale, acestea erau publicate în „Convorbiri literare”, revista Societății. Este consemnată și prezența lui Mihai Eminescu la două dintre ședințele societății, anume în 01.09.1873 și 07.09.1873, prilej cu care a citit „Egipetul”, „Sărmanul Dionis”, „Înger și demon” și „Floare albastră”, care vor fi publicate în „Convorbiri literare”. | Memorialul Ipotești - Centrul Național de Studii „Mihai Eminescu”, Botoșani | Cimec    |
|      | Manuscris Autor: Pogor, Vasile               | Datare: Sec. XIX;2/2 Dimensiuni: 31x22,6 cm; 1 F Material: hârtie                     | Conține planul de prelecțiuni populare pe care membrii Societății „Junimea” aveau să le susțină în anii 1879 și 1880. Cele trei mari teme alese sunt: „India, leagănul omenirei”, „Epidemii morale” și „Știința și metafizica”. | Memorialul Ipotești - Centrul Național de Studii „Mihai Eminescu”, Botoșani | Cimec    |
|      | Scrisoare Autor: Micle, Veronica             | Datare: 10.12.1881 Dimensiuni: 17,8x11,3 cm; 1 F; R Material: hârtie                  | Invitație adresată lui Mihai Eminescu de a o vizita pe Veronica Micle în seara zilei următoare. Scrisoarea are inserată o floare de colț presată. | Memorialul Ipotești - Centrul Național de Studii „Mihai Eminescu”, Botoșani | Cimec    |
|      | Scrisoare Autor: Vlahuță, Alexandru          | Datare: 29.06.1884 Dimensiuni: 13,5x17,4 cm; 2 F; R/V Material: hârtie                | Epistola e trimisă în vederea stabilirii unei vizite a lui Vlahuță la Iași, unde aceasta din urmă speră să îl revadă și pe Mihai Eminescu. | Memorialul Ipotești - Centrul Național de Studii „Mihai Eminescu”, Botoșani | Cimec    |
|      | Scrisoare Autor: Melidon, G.R.               | Datare: Sec. XIX;2/2 Dimensiuni: 20,7x13,4 cm; 2 F; R/V Material: hârtie              | Conține o solicitare de numire a lui G.R. Melidon în Consiliul de Instrucțiune (școli normale). | Memorialul Ipotești - Centrul Național de Studii „Mihai Eminescu”, Botoșani | Cimec    |
|      | Document Autor: Macedonski, Alexandru        | Datare: 10-11 iunie 1876 Dimensiuni: 33,9x21,1 cm; 1 F; R/V Material: hârtie          | Conține poeziile macedonskiene „Romanță spaniolă” și „După ploaie”, transcrise de autor și semnate. | Memorialul Ipotești - Centrul Național de Studii „Mihai Eminescu”, Botoșani | Cimec    |
|      | Manuscris Autor: Vianu, Tudor                | Datare: 1994 ianuarie Dimensiuni: 34,2x21,1 cm; 3 F; R Material: hârtie               | Tudor Vianu încearcă să ofere prin acest eseu posibile repere semnificative pentru cultura română, în raport cu alte culturi universale. Considerând „poezia lirică în toată desvoltarea ei modernă” o categorie a culturii reprezentativă pentru „felul românesc de a fi”, Tudor Vianu distinge două direcții ale lirismului românesc, anume cele relevate în operele poetice ale lui Eminescu, respectiv Alecsandri. | Memorialul Ipotești - Centrul Național de Studii „Mihai Eminescu”, Botoșani | Cimec    |
|      | Scrisoare Autor: Micle, Veronica             | Datare: 04.09.1881 Dimensiuni: 10,1x15,8 cm; 2 F; R/V Material: hârtie                | Adresată lui Mihai Eminescu, scrisoarea conține informații asupra locului nașterii Veronicăi Micle; pe prima filă se găsește și adnotarea făcută de Veronica Micle referitoare la cele patru poezii ale sale ce urmau să apară în „Convorbiri literare”. | Memorialul Ipotești - Centrul Național de Studii „Mihai Eminescu”, Botoșani | Cimec    |
|      | Scrisoare Autor: Micle, Veronica             | Datare: 09.09.1881 Dimensiuni: 17,4x11,1 cm; 2 F; R/V Material: hârtie                | Scrisoare adresată lui Mihai Eminescu, în care Veronica Micle oferă succinte detalii biografice asupra șederii sale la Năsăud; menționează și faptul că îl va vizita pe Eminescu la București în luna decembrie. | Memorialul Ipotești - Centrul Național de Studii „Mihai Eminescu”, Botoșani | Cimec    |
|      | Manuscris Autor: Alecsandri, Vasile          | Datare: Sec. XIX;2/2 Dimensiuni: 14x17 cm; 1 F; R Material: hârtie                    | Manuscrisul conține 9 versuri, replici ale personajelor dintr-o piesă de teatru a lui Vasile Alecsandri. | Memorialul Ipotești - Centrul Național de Studii „Mihai Eminescu”, Botoșani | Cimec    |

## Fond
| Foto | Informații generale                                                                | Detalii tehnice                                                          | Descriere | Deținător                                                                   | Legături |
| ---- | ---------------------------------------------------------------------------------- | ------------------------------------------------------------------------ | --- | --------------------------------------------------------------------------- | -------- |
|      | Carte de vizită Nicolae Iorga către Patriarhul Miron Cristea Autor: Iorga, Nicolae | Dimensiuni: L:10,5; l:6,1 Material: hârtie cartonată                     | Carte de vizită tipărită cu numele lui Nicolae Iorga și adresa ”Șos. Bonaparte 8. București”; cartea de vizită este adresată Patriarhului Miron Cristea cu mențiunea manuscrisă ”cu cele mai respectuoase urări”. Comentarii legate de corespondența dintre N. Iorga și Patriarhul Miron Cristea au fost publicate la fondul de corespondență Miron Cristea aflat în păstrarea lui Antonie Plămădeală și din care presupunem că această carte poștală ar putea fi datată 1925, când destinatarul a fost numit primul Patriarh al României, fiind și doctor în filologie la Budapesta cu lucrarea ”Opera poetică a lui Eminescu”, apărută în 1894. Valorificare expozițională în biblioteca muzeului memorial și cercetare. Documentul ilustrează legăturile personale ale lui Nicolae Iorga cu personalitățile importante ale țării. | Casa Memorială „Nicolae Iorga”, Botoșani                                    | Cimec    |
|      | Scrisoare semnată de Nicolae Iorga, datată 27 mai 1929 Autor: Iorga, Nicolae       | Datare: 27 mai 1929 Dimensiuni: L:20,1; LA:12,4 Material: hârtie         | Scrisoarea, expediată din București la data de 29 mai 1929, este de fapt un scurt articol trimis de Nicolae Iorga pentru a fi publicat în ediția specială a săptămânalului botoșănean „Informatorul”, la rugămintea avocatului Ramiro Neculau, prim-redactorului publicației. În acel an se împlineau patru decenii de la trecerea în eternitate a lui Mihai Eminescu, iar câțiva intelectuali de marcă din orașul natal al poetului doreau ca manifestările comemorative să capete o amploare deosebită. Avocatul Ramiro Neculau, unul dintre cei mai energici animatori ai vieții culturale botoșănene, provenea dintr-o familie de intelectuali, tatăl său fiind memmbru al Baroului, iar mama sa, profesoară de limba franceză. La Botoșani a profesat ca avocat, continuându-și în același timp și cariera de ziarist. A înființat în octombrie 1926 ziarul săptămânal „Informatorul”, în această calitate fiind ales președinte al Asociației Ziariștilor Botoșăneni. Reproducem textul scrisorii: ”Eminescu n-a luat o tradiție și, din nenorocire, n-a lăsat o tradiție. Cu tradiția lui Eminescu am avea astăzi o solidaritate românească sprijinită pe trecut, am avea înțelegerea marilor calități naționale, nu ne-am sprijini pe legi și regulamente care nu se observă și nu se pot observa, nu ne-am îmbăta cu frase, n-am linge tălpile tiranilor și nu ne-am face mogîldeață pentru ca demagogii să încalece. Iar printre orașele care au urmat mai puțin învățăturile lui e orașul căruia i-a păsat mai puțin de învățăturile mele, continuatorul lui, cu tot așa de slab noroc”. Documentul păstrează și plicul care atestă destinația și data când a fost expediat, după ștampila poștei. Documentul furnizează date memoriale legate atât de relațiile, la care desigur savantul ținea mult, cu orașul natal și intelectualii săi. Valorificarea memorială și de cercetare științifică, menționăm aici lucrarea de muzeografie memorială: ”Nicolae Iorga - O scrisoare mai puțin cunoscută”, Arhip George. | Casa Memorială „Nicolae Iorga”, Botoșani                                    | Cimec    |
|      | Victor și Gh. Eminescu către A.C. Cuza Autor: Eminescu, Victor; Eminescu, Gh.      | Datare: 08.05.1909 Dimensiuni: 11,7-11,2 1 F; R Material: hârtie         | Srisoare adresată de Victor și Gh. Eminescu lui A.C. Cuza prin care se confirmă intenția celor doi de a participa la festivalul pe care A.C. Cuza dorea să îl organizeze în memoria lui Mihai Eminescu. | Memorialul Ipotești - Centrul Național de Studii „Mihai Eminescu”, Botoșani | Cimec    |
|      | Victor Eminescu către C. Botez Autor: Eminescu, Victor                             | Datare: 1909 aprilie Dimensiuni: 16,5 - 13 ,2; 2 F; R/V Material: hârtie | La solicitarea anterioară a lui C. Botez, Victor Eminescu, nepotul de frate al poetului, îi trimite date aflate de la mama sa asupra familiei Eminovici. Succesiv îi sunt oferite detalii despre căminarul Eminovici, despre Raluca, despre Nicu - fratele mai mare al poetului, despre casa familiei de la Ipotești. Referitor la Mihai, accentul e pus pe relația acestuia cu familia, în mod special cu bătrânul Eminovici (a se vedea relatarea despre "ceasul de aur cu lanț" dăruit poetului). | Memorialul Ipotești - Centrul Național de Studii „Mihai Eminescu”, Botoșani | Cimec    |
|      | Victor Eminescu către C. Botez Autor: Eminescu, Victor                             | Datare: 8 mai 1909 Dimensiuni: 16,5 - 13,2; 2F; R/V Material: hârtie     | Corespondență referitoare la documente și fotografii ale familiei Eminovici ce urmau să fie incluse în "Albumul omagial" editat de Corneliu Botez în 1909. | Memorialul Ipotești - Centrul Național de Studii „Mihai Eminescu”, Botoșani | Cimec    |